# Disneys fantastisches Halloween-Fest
Disneys fantastisches Halloween-Fest ist eine 47-minütige Zeichentrick-Clip-Show, die erstmals im Jahr 1982 in den Vereinigten Staaten ausgestrahlt wurde. Das Halloween-Special zeigt eine Reihe von gruseligen Ausschnitten aus Disney-Zeichentrickfilmen. Das Special wird von einer Stoffkürbispuppe präsentiert, die vor jedem Clip kurz erzählt, was im folgenden Ausschnitt zu sehen ist. Im Vorspann und im Abspann wird eine orangefarbene Version des 1929 erschienenen Silly-Symphonies-Cartoon The Skeleton Dance gezeigt. Außerdem werden Bilder von Disney’s Haunted Mansion Ride gezeigt. Der Liedtext stammt von Galen R. Brandt, die Titelmusik von John Debney.
Das Special ist im Jahr 1984 in den Vereinigten Staaten auf VHS erschienen. Bis heute wurden weder die deutsche noch die englische Version als DVD veröffentlicht.

## Zeichentrickfilme
- Madam Mim – Die Hexe und der Zauberer (1963)
- Eine Nacht auf dem kahlen Berge – Fantasia (1940)
- Ein Ausschnitt aus Plutos neuer Pullover (1949)
- Ein Ausschnitt aus Mickeys Papagei (1938)
- Donald Duck und der Gorilla – (1944)
- 3 Pluto-Cartoons wurden zu einem neuen Film zusammengeschnitten:
  - Pluto und die Milchdiebe (1950)
  - Pluto und der Schlafräuber (1948)
  - Pluto vor Gericht (1935)
- Captain Hook – Peter Pan (1953)
- Cruella de Vil – 101 Dalmatiner (1961)
- Die böse Königin als Hexe – Schneewittchen und die sieben Zwerge (1937)
- Si und Am – Susi und Strolch (1955)
- Kopfloser Reiter – Die Abenteuer von Ichabod und Taddäus Kröte (1949)

## Super RTL Halloween Special Nacht
Im Jahre 2001 wurde auf Super RTL erstmals im Rahmen des Programmfensters „Super RTL Special Nacht“ eine Halloween Special Nacht ausgestrahlt. Dabei handelte es sich um einen Abend, an welchem gruselige Filme bzw. gruselige Episoden aus Serien gezeigt wurden, wie etwa Die Hexe und der Zauberer, Doug (S04 E04 – Dougs gruseliges Abenteuer) oder Dr. Seuss (An Halloween kommt der Grinch). Auch Disneys fantastisches Halloween-Fest wurde dabei mit einigen Änderungen ausgestrahlt: Man entschied sich eigens für die Halloween Special Nacht einen computeranimierten Kürbis zu erstellen, welcher die Zuschauer durch das Programm begleitet und Werbepausen ankündigt. Da auch in der 1982 erschienenen Originalfassung von Disneys fantastisches Halloween-Fest eine Stoffkürbispuppe als Moderator agiert, wurden sämtliche Szenen der Stoffkürbispuppe durch den animierten Kürbis ersetzt.

## Synchronisation
| Rolle       | Englischer Sprecher | Deutscher Sprecher |
| ----------- | ------------------- | ------------------ |
| Kürbispuppe | Hal Douglas         | Norbert Gescher    |